# Andreas Kaplan
Andreas Kaplan (* 5. října 1977, Mnichov) je rektor na ESCP Business School v Berlíně. Předtím byl na této škole děkanem pro akademické záležitosti a ještě předtím ředitelem pro jakost a komunikace, obojí jako součást ESCP Evropského výkonného výboru. Kaplan je profesorem marketingu a specializuje se na oblast sociálních médií, virální marketing a digitální svět obecně.

## Život
Kaplan se narodil 5. října 1977 a vyrostl v Mnichově, Německo. Jeho matka je Anneliese Kaplan (švadlena) a otec Vincenc Kaplan (zámečník). Profesor Kaplan má titul "Master of Public Administration" z École Nationale d'Administration, dále titul MSc z ESCP Business School, a BSc z Ludwig Maximilian Universität v Mnichově. Habilitaci dokončil na Sorbonně a Ph.D. na Univerzität Köln ve spolupráci s HEC Paris. Kaplan navštěvoval Ph.D. na INSEAD a účastnil se Mezinárodního programu pro učitele na Kellogg School of Management, Northwestern University.
Než nastoupil na ESCP, zahájil Kaplan kariéru jako profesor marketingu na ESSEC Business School and Sciences Po Paris. Se zaměřením na budoucnost výuky managementu v Evropě a obecně oblast obchodních škol, Kaplan psal články o evropském managementu a vyšším vzdělání a jejich budoucím vývoji zejména s ohledem na digitalizaci sektoru kvůli vzniku MOOC a SPOC. Definováním Evropy jako prostoru s “maximem kulturní rozdílnosti na minimálních geografických vzdálenostech“, je Kaplan výrazným obhájcem mezikulturní výuky managementu.

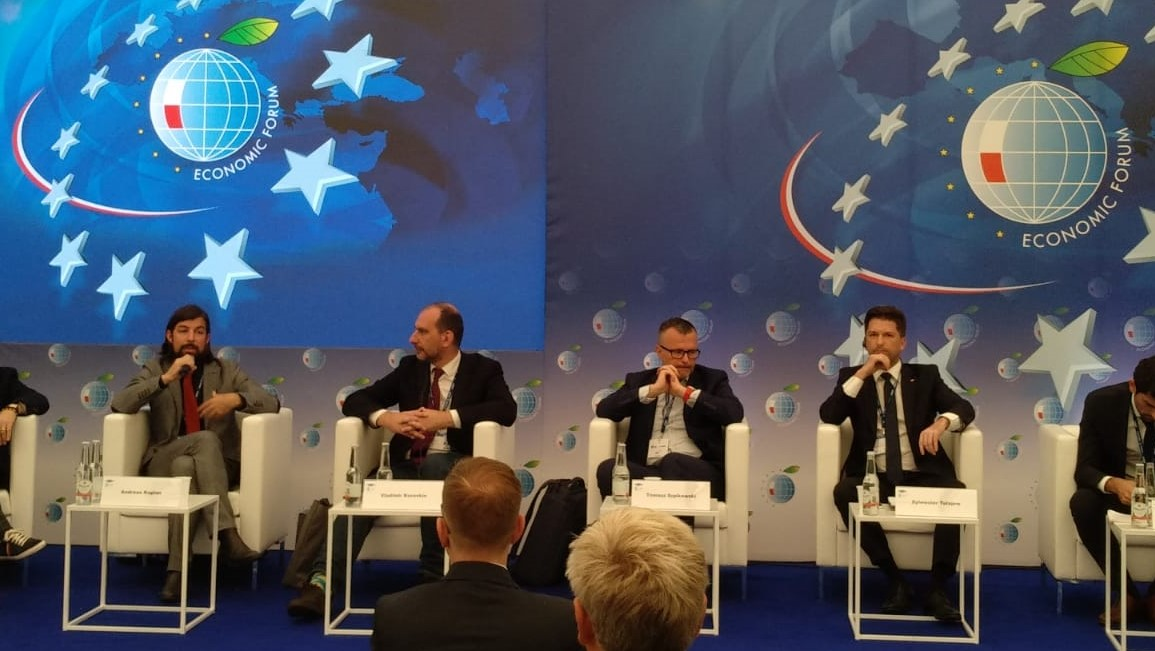
Ekonomické fórum v Krynici 2019

## Výzkum
Ve svém výzkumu se Kaplan věnuje analýze a dekódování digitální sféry. S více než 37.000 citacemi na Google Scholar, se podle John Wiley & Sons dostal profesor Kaplan mezi Top 50 autorů obchodních a managementových publikací na světě. Kaplan obdržel nejlepší ocenění Best Article Award od Business Horizons, jež sponzoroval Elsevier, za svou publikaci 2012 "If you love something, let it go mobile: Mobile marketing and mobile social media 4x4". Především jeho článek z roku 2010 "Users of the world, unite! The challenges and opportunities of social media", který vyšel v Business Horizons, je široce citovaný (více než 25.000krát na Google Scholar, více než 5.000krát ve Scopus, a více než 500krát v Business Source Premier) a v oboru známý. Tento původní článek "Users of the World, Unite!" opakovaně získal první místo v ročním seznamu 25 nejčastěji stahovaných publikací napříč všemi 24 hlavními obory sdruženými v Science Direct, od managementu po inženýring, psychologii nebo neurovědy a který byl stahován častěji než jakákoliv jiná publikace z přibližně 13,4 mil. publikací ve sbírce. V roce 2021 se objevil na seznamu 100 nejvýznamnějších absolventů Sorbonnské a Kolínská univerzita.  Poslední výzkum se zabývá hlavně vlivem digitální sféry na vyšší vzdělávání např. počátkem MOOC a SPOC, budoucností vyššího vzdělávání na obchodních a všeobecně vzdělávacích školách.